# 筆氏
筆氏（ふでうじ）は、日本の氏族。

## 概要
『新撰姓氏録』未定雑姓筆氏によると、燕の相国・衛満の後裔が投下して善く筆を作り、筆と云う姓を賜わったという。